# Haider al-Abadi
Haider Jawad Kadhim Al-Abadi (ou al-'Ibadi; em árabe: حيدر جواد كاظم العبادي; Bagdá, Reino do Iraque, 25 de abril de 1952), mais conhecido apenas como Haider al-Abadi, é um político iraquiano, que foi primeiro-ministro de 2014 até 2018. Anteriormente, ele foi ministro das Comunicações entre 2003 a 2004, após o governo de Saddam Hussein. Muçulmano xiita, ele foi nomeado premiê pelo presidente Fuad Masum em agosto de 2014, sucedendo Nouri al-Maliki.